# Corchorus psammophilus
Corchorus psammophilus là một loài thực vật có hoa trong họ Cẩm quỳ. Loài này được Codd mô tả khoa học đầu tiên năm 1983.